# Ampliación Barrio Grande y la Asunción
Ampliación Barrio Grande y la Asunción är en ort i Mexiko.   Den ligger i kommunen Santa Catarina Juquila och delstaten Oaxaca, i den sydöstra delen av landet, 400 km sydost om huvudstaden Mexico City. Ampliación Barrio Grande y la Asunción ligger 1 488 meter över havet och antalet invånare är 658.
Terrängen runt Ampliación Barrio Grande y la Asunción är varierad. Runt Ampliación Barrio Grande y la Asunción är det ganska tätbefolkat, med 93 invånare per kvadratkilometer. Närmaste större samhälle är Santa Catarina Juquila, 0,60 km nordost om Ampliación Barrio Grande y la Asunción. I omgivningarna runt Ampliación Barrio Grande y la Asunción växer i huvudsak städsegrön lövskog.